# TYC 3980-1081-1
TYC 3980-1081-1 is een ster met een zwakke magnitude . De ster staat 26,50 lichtjaar van de zon.